# Conchez-de-Béarn
Conchez-de-Béarn è un comune francese di 123 abitanti situato nel dipartimento dei Pirenei Atlantici nella regione della Nuova Aquitania.

## Società

### Evoluzione demografica
Abitanti censiti